# حلبة ديراب
حلبة ديراب تقع في جنوب الرياض وتوفر حلبة ديراب مضمار مخصص لسباقات الربع ميل وحلبة فورمولا وكذلك مضمار دراغ ريس رملي وحلبة سباقات الكارتينج وحلبة مخصصة لسيارات التحكم عن بعد بالإضافة إلى مكان مخصص لتجارب سيارات الدفع الرباعي وايضا الانجراف و الدرفت الحر.

## موقع حلبة ديراب
تقع حلبة ديراب جنوب الرياض على بعد 40 كم عن مركز مدينة الرياض.

## وصلات خارجية
- موقع حلبة ديراب في قوقل ماب